# Yannick Stopyra
Yannick Stopyra, (nascido 9 de janeiro de 1961, em Troyes), é um ex-futebolista francês.

## Carreira
Yannick Stopyra representou o seu país na Copa do Mundo de 1986.